# Gudum (Lemvig)
Gudum is een plaats in de Deense regio Midden-Jutland, gemeente Lemvig, en telt 202 inwoners (2008).